# 한국스탠다드차타드펀드서비스
한국스탠다드차타드펀드서비스는 한국스탠다드차타드은행 산하 조직으로 한국금융투자협회의 특별회원으로 있는 사무관리사이다. 편의상 약칭으로 "SC펀드서비스"를 사용하기도 한다.

## 역사
- 1999년 11월 에이브레인(ABrain) 설립
- 2000년 8월 금융감독원 일반사무수탁회사 등록
- 2004년 10월 에이브레인이 현대투자신탁운용에서 분사한 팀스코리아를 합병
- 2007년 12월 SC제일은행이 펀드사무수탁회사 에이브레인(ABrain)인수
- 2008년 3월 한국스탠다드차타드제일펀드서비스로 상호 변경
- 2009년 10월 한국스탠다드차타드펀드서비스로 상호 변경
- 2009년 12월 한국스탠다드차타드금융지주(주) 자회사 편입
- 2014년 9월  한국스탠다드차타드은행 펀드서비스부로 편입

## 사업 영역 및 서비스 범위
- 사업 영역: 기타금융업(자본시장과 금융투자에 관한 법률상의 일반사무관리업무)
- 서비스 범위: 업무위탁재산의 회계처리 업무 및 기타 부가 업무

```
 
* 위탁재산의 회계처리  
 * 위탁재산의 평가
 * 위탁재산의 기준가격 산정
 * 위탁재산의 결산 및 상환의 회계처리
 * 관계기관에 기준가격 및 관련 정보에 관한 자료 제공
```

## 바로가기
- SC펀드서비스 홈페이지
- 스탠다드차타드그룹 홈페이지
- 한국스탠다드차타드 금융지주 홈페이지
- 한국금융투자협회 홈페이지